# Libnotes (Goniodineura) nigricornis
Libnotes (Goniodineura) nigricornis is een tweevleugelige uit de familie steltmuggen (Limoniidae). De soort komt voor in het Oriëntaals gebied.